# 펨바날여우박쥐
펨바날여우박쥐(Pteropus voeltzkowi)는 큰박쥐과에 속하는 박쥐의 일종이다. 탄자니아 펨바섬의 토착종이다. 자연 서식지는 아열대 또는 열대 기후의 습윤 저지대 숲과 망그로브 숲이다. 서식지 감소로 위협을 받고 있다.

## 특징
펨바날여우박쥐의 날개 폭은 1.6m로 가장 큰 과일박쥐의 하나이다. 여우같은 얼굴과 황갈색 털, 오렌지색 하체와 검은 귀, 코 그리고 날개를 갖고 있다. 성체의 몸무게는 400~650g, 머리부터 몸까지 몸길이는 24.0~26.5cm이다.

## 분포 및 서식지
펨바날여우박쥐는 탄자니아 연안에서 약 50km 떨어진 펨바섬에서만 발견된다. 둥지는 일차림과 이차림의 큰 나무 속, 망그로브 숲과 전통적인 묘지에서 발견된다. 묘지는 금기 때문에 사람들이 거의 방문하지 않기 때문에 종종 안전하고 방해받지 않는 장소이다. 한 곳에 최대 850마리의 박쥐가 모여 생활한다.